# 栗生俊一
栗生 俊一（くりゅう しゅんいち、1958年〈昭和33年〉12月6日 - ）は、日本の警察官僚。
東京都出身。東京大学法学部を卒業後、1981年に警察庁入庁。第27代警察庁長官、内閣官房副長官兼内閣人事局長兼内閣感染症危機管理統括庁内閣感染症危機管理監を歴任。

## 人物
警察庁長官官房総括審議官、警察庁刑事局長、警察庁長官官房長を歴任。2016年8月警察庁次長に就任。2018年1月18日警察庁長官に就任した。2020年1月17日、退官。5月1日ANAホールディングス顧問。8月1日アスパラントグループ株式会社顧問。11月1日三菱電機顧問。
アメリカやインド大使館勤務も経験し、海外経験が豊富である。
2021年10月4日　杉田和博の後任として内閣官房副長官に就任。

## 略歴
- 1977（昭和52）年04月 - 東京大学文科一類に入学[8]
- 1981（昭和56）年03月 - 東京大学法学部卒業
- 1981（昭和56）年04月 - 警察庁採用
- 1985（昭和60）年09月 - 外務省アジア局北東アジア課
- 1992（平成04）年02月 - 外務省在インド日本国大使館一等書記官
- 1995（平成07）年03月 - 警察庁刑事局暴力団対策部暴力団対策第二課理事官
- 1996（平成08）年02月 - 警察庁刑事局暴力団対策部暴力団対策第一課理事官
- 1997（平成09）年01月 - 警察庁刑事局刑事企画課理事官
- 1998（平成10）年02月 - 外務省在アメリカ合衆国日本国大使館参事官
- 2001（平成13）年04月 - 警察庁長官官房国際部国際第二課長
- 2004（平成16）年05月 - 警視庁組織犯罪対策部長
- 2005（平成17）年08月 - 徳島県警察本部長
- 2007（平成19）年08月 - 警察庁刑事局刑事企画課長
- 2007（平成19）年09月 - 内閣総理大臣秘書官
- 2008（平成20）年09月 - 警察庁刑事局組織犯罪対策部企画分析課長
- 2009（平成21）年04月 - 警察庁長官官房政策評価審議官
- 2009（平成21）年04月 - （併）警察庁長官官房審議官（犯罪収益対策・国際・取調べ監督指導担当）
- 2009（平成21）年04月 - （併）警察庁刑事局付
- 2012（平成24）年01月 - 警察庁刑事局組織犯罪対策部長
- 2012（平成24）年01月 - （併）警察庁生活安全局付
- 2012（平成24）年01月 - （併）警察庁刑事局付
- 2012（平成24）年01月 - （併）警察庁長官官房付
- 2013（平成25）年02月 - 警察庁長官官房総括審議官
- 2014（平成26）年01月 - 警察庁刑事局長
- 2015（平成27）年01月 - 警察庁長官官房長
- 2016（平成28）年08月 - 警察庁次長
- 2018（平成30）年01月 - 警察庁長官
- 2020（令和02）年01月 - 退官
- 2021 (令和03) 年10月 - 内閣官房副長官
- 2021 (令和03) 年10月 - （併）内閣人事局長
- 2023 (令和05) 年09月 - （併）内閣感染症危機管理監